# Zhang Xiangxiang
Zhang Xiangxiang (en xinès tradicional: 张湘祥, pinyin: Zhāng Xiāngxiáng) (Longyan, República Popular de la Xina 1983) és un aixecador xinès, guanyador de dues medalles olímpiques.

## Biografia
Va néixer el 16 de juliol de 1983 a la ciutat de Longyan, població situada a la província de Fujian (República Popular de la Xina).

## Carrera esportiva
Va participar, als 17 anys, en els Jocs Olímpics d'Estiu de 2000 realitzats a Sydney (Austràlia), on va aconseguir guanyar la medalla de bronze en la prova masculina de pes gall (-56 kg.). Absent dels Jocs Olímpics d'estiu de 2004 realitzats a Atenes (Grècia), va participar en els Jocs Olímpics d'Estiu de 2008 realitzats a Pequín (República Popular de la Xina), on va aconseguir guanyar la medalla d'or en la prova de pes ploma (-62 kg.).
Al llarg de la seva carrera ha guanyat una medalla en el Campionat del Món d'halterofília.